# Domo de Norton
O domo de Norton (ou cúpula de Norton) é um experimento mental que modela um aparente sistema não-determinístico dentro dos limites da mecânica newtoniana. Ele foi concebido por John D. Norton e discutido pela primeira vez em seu artigo "Causation as Folk Science" ("Causalidade como Ciência Popular", em tradução livre).
O experimento consiste em uma bola disposta no ápice de uma cúpula desprovida de atrito cuja equação é especificada em função da distância radial a partir do ponto do vértice do ápice. O estado de repouso é a condição inicial do sistema. A solução imaginada é que a bola permaneça em repouso no ápice indefinidamente. Porém, essa não é a única solução possível de acordo com as leis de Newton. A bola pode dar início, espontaneamente, a um movimento de deslize, descendo a cúpula, a qualquer momento no tempo e em qualquer direção radial. Esse exemplo consistiria num movimento sem causa inicial e ainda sem violar qualquer uma das leis de Newton, incluindo a primeira. Também não requer, diferente de alguns exemplos, uma infinidade de partículas. Todavia, alguns filósofos questionam a validade da cúpula de Norton quanto a ser um sistema newtoniano.
O modelo consiste de uma partícula idealizada inicialmente disposta sem movimento no ápice de uma cúpula radial, simétrica e sem atrito, descrita pela equação
{\displaystyle h={\frac {2}{3g}}r^{\frac {3}{2}}}
onde h é o deslocamento vertical do topo da cúpula até um ponto qualquer na cúpula, r é a distância radial horizontalmente a partir do ponto no centro da cúpula, e g é a aceleração da gravidade.
Norton demonstra que há duas classes de soluções matemáticas para o modelo do sistema no contexto da física newtoniana. Na primeira, a partícula se mantém em repouso no topo da cúpula eternamente. Na segunda, a partícula se encontra no topo da cúpula, e então após um período arbitrário de tempo inicia o movimento, deslizando a partir do centro da cúpula. O paradoxo aparente neste segundo caso sugere que isto ocorreria por nenhuma razão discernível, e sem qualquer força radial sendo exercida sobre a partícula por qualquer outra entidade, aparentemente contrariando tanto a intuição física quanto a intuição normal de conceitos como causa e efeito, e mesmo assim, o movimento continua inteiramente consistente com a matemática das leis do movimento de Newton.
O problema da cúpula de Norton pode ser considerado como um problema de física, matemática ou filosofia. Ele levanta questões filosóficas interessantes a respeito de conceitos de causalidade, determinismo e teoria da probabilidade.
Enquanto muitas críticas foram feitas ao experimento mental de Norton, como se tratar de uma violação do princípio da continuidade de Lipschitz, ou violar o princípio da simetria física, ou que seja de alguma forma "não-físico", não há consenso entre os críticos a respeito de sua validade.